# Mantidactylus charlotteae
A Mantidactylus charlotteae  a kétéltűek (Amphibia) osztályába és  a békák (Anura) rendjébe, az aranybékafélék (Mantellidae) családjába tartozó faj. 

## Előfordulása
Madagaszkár endemikus faja. A sziget keleti partvidékén elterülő erdőkben, a Marojejy-hegytől az Andohahela Nemzeti Parkig, a tengerszinttől 600 m-es magasságig honos. Természetes élőhelye az érintetlen, vagy alig zavart esőerdő. Földön élő faj, vízfolyások mentén fordul elő.

## Nevének eredete
Nevét Charlotte Richter-Pfeil tiszteletére kapta a Biopat programon keresztül nyújtott pénzügyi támogatásáért.

## Megjelenése
Kis méretű Mantidactylus faj. A hímek testhossza 22–26 mm, a nőstényeké 26–32 mm. Ötödik ujja rövidebb a harmadiknál. A hímek combmirigye gyakran apró és nem nagyon látható. Hasi oldala és torka sötét árnyalatú, középen gyakran vékony világos vonal húzódik.

## Természetvédelmi helyzete
A vörös lista a nem fenyegetett fajok között tartja nyilván. Egyedszáma nagy, de csökkentő tendenciát mutat. Élőhelyének változását némileg tolerálja. Több védett területen előfordul, ennek ellenére élőhelyének elvesztése fenyegeti a mezőgazdaság, a fakitermelés, a szénégetés, az invazív eukaliptuszfajok terjedése, a legeltetés, és a lakott települések terjeszkedése következtében.